# 勝湖里駅
勝湖里駅（スンホリえき）は朝鮮民主主義人民共和国黄海北道勝湖郡にある、朝鮮民主主義人民共和国鉄道省平徳線の駅。

## 隣の駅
朝鮮民主主義人民共和国鉄道省
平徳線
立石里駅 - 勝湖里駅 - 晩達里駅